# Cladonema timmsii
Cladonema timmsii is een hydroïdpoliep uit de familie Cladonematidae. De poliep komt uit het geslacht Cladonema. Cladonema timmsii werd in 2008 voor het eerst wetenschappelijk beschreven door Gershwin & Zeidler. 